# Марьяновка (Казанковский район)
Марья́новка (укр. Мар'янівка) — село в Казанковском районе Николаевской области Украины.
Население по переписи 2001 года составляло 156 человек. Почтовый индекс — 56027. Телефонный код — 5164. Занимает площадь 0,449 км².

## Местный совет
56027, Николаевская обл., Казанковский р-н, с. Лагодовка, ул. Школьная, 6